# Kupe (Berg)
Der Kupe ist ein erloschener Schichtvulkan an der Grenze der Provinzen Sud-Ouest und Littoral in Kamerun. Er erreicht eine Höhe von 2064 Meter über den Meeresspiegel, ist der höchste Berg der Bakossi-Berge und ein Teil der Kamerunlinie. Die nächstgelegenen Städte sind Loum und Tombel. Nördlich des Kupe liegt das Bambouto-Massiv (ca. 70 km), nordöstlich der Manengouba (ca. 30 km) und südwestlich der Kamerunberg (ca. 90 km).
Der Kupe ist konisch geformt mit teilweise senkrechten Felswänden, besteht hauptsächlich als kristallinen und basaltischen Gesteinsschichten. Zwischen den Gemeinden Tombel und Penja ragen über 80 kleinere, bis zu 50 Meter hohe, Vulkankegel über die Gebirgslandschaft. Das Massiv des Kupe bedeckt eine Fläche von ca. 220 km² und ist bedeckt mit einem dichten tropischen Bergregenwald, in dem über 329 Vogelarten bekannt sind. In der Nähe des Gipfels werden die Regenwäldern durch kleineren Grassavannen durchsetzt. Der Schutz des Regenwaldbestandes mit seiner hohen Biodiversität ist Ziel zahlreicher nationaler und internationaler Projekte, von denen das Mount Kupe Forest Project von Birdlife International das bekannteste ist.
Die Regenwälder des Kupe sind ein wichtiges Rückzugsgebiet zahlreicher bedrohter Primatenarten, darunter der Drill (Mandrillus leucophaeus), die Westliche Vollbartmeerkatze (Cercopithecus preussi), Rotnasenmeerkatze (Cercopithecus erythrotis), Große Weißnasenmeerkatze (Cercopithecus inctitans), Halsbandmangabe (Cercocebus torquatus), Schimpanse (Pan troglodytes) und dem Preuss-Stummelaffen (Piliocolobus prussie).
Das Klima am Kupe ist tropisch feuchtwarm mit einer Regenzeit von April bis Oktober, mit der Besonderheit, dass diese unterbrochen wird von der kurzen Trockenzeit von ein bis zwei Wochen im Juli. Die lange Trockenzeit dauert von November bis Februar, wobei die relative Luftfeuchtigkeit ganzjährig über 80 % beträgt. Durch seine Lage in den westlichen Kamerunbergen erhält der Kupe Niederschlagsmengen von über 4000 mm pro Jahr.
Rund um das Kupemassiv leben ca. 140.000 Menschen (Stand: 2001), die den Volksgruppen der Bakossi (westlicher Sektor), Manehas und Bamuns (östlicher Sektor) angehören. Dadurch bildet der Kupe eine Grenze des französisch- und englischsprachigen Kameruns. In den letzten Jahren siedeln zunehmend auch Bamileke und andere Volksgruppen aus dem Bamenda-Hochland rund um den Kupe. Für die Bakossi ist der Kupe ein heiliger Berg, der eine übernatürliche Ausstrahlung hat und in den Mythen der Volksgruppe eine zentrale Rolle spielt. 